# Agadir Guimst
 (juillet 2021).
L'Agadir Guimst (parfois orthographié Gmezt ou Tguemst) dans le petit village de Guemzt est l'un des Agadirs (grenier fortifié) de la zone berbère de l'ouest de l'Anti-Atlas, région de Souss-Massa, au Maroc.

## Localisation
Le petit village de montagne de Guemzt se trouve à environ 800 m à l'est de la route R105 et à environ 1 360 m d'altitude, entre Agadir et Tafraoute dans la région de Souss-Massa, dans le sud-ouest du Maroc. La route est très sinueuse dans cette section (à environ 3 km au nord du village de Tioulite).

## Histoire
En raison de l'absence de documents écrits, il n'existe aucune information fiable sur l'âge du village (douar) ou de la zone de stockage. On peut toutefois supposer que le site était déjà habité à l'époque pré-islamique. L'âge de ce grenier collectif - qui a probablement été agrandi à plusieurs reprises - est probablement d'environ 300 ans ; on ne sait pas s'il y avait un bâtiment antérieur.
C'est un agadir typique de la région des tribus d'Illalen (ⵉⵍⵍⴰⴱⵍⵏ).

## Architecture

### Matériaux
Comme dans le cas de la plupart des Agadirs de l'Anti-Atlas, toute la construction est faite de pierres schistiques assez plates et plus ou moins larges, que l'on trouve partout dans les environs en grande quantité et qui étaient extrêmement gênantes lors du travail sur les petits champs en terrasse pour la plupart. Ces pierres sont parfaitement assemblées à la main et sans mortier - seulement avec un peu d'argile - quasiment selon les techniques de construction en pierre sèche. Les linteaux et les branches du plafond des chambres de stockage sont pour la plupart en bois d'arganier, extrêmement durable.

### Bâtiment principal
Les deux anciennes tours crénelées du château de stockage se dressent entre le bâtiment principal et le mur d'enceinte, créant une sorte de chenil. L'entrée proprement dite de l'intérieur se fait par un portail où se trouvent des bancs de pierre opposés que l'on retrouve dans tous les Agadirs et qui servaient essentiellement aux réunions des anciens du village. De part et d'autre d'un couloir central rectiligne, les chambres de stockage individuelles (environ 60 au total) sont disposées sur deux étages superposés et sont accessibles par des marches encastrées dans la maçonnerie.
Après l'abandon de l'Agadir au milieu du XXe siècle, le bâtiment se détériora rapidement - à la suite de tempêtes et de fortes pluies, de grandes parties de toitures se sont effondrées, de sorte que par la suite les plafonds et planchers intermédiaires se sont également dégradés.

### Stockage
Les chambres de stockage disposent d'une largeur d'environ 1,50m et d'une profondeur de 6,50 à 7,50m, mais leur hauteur se limite à environ 1,60 m seulement. Les plafonds et sols sont en bois d'arganier tordu (dont on peut encore voir des tronc noueux dans les murs); ces « poutres » sont recouvertes de roseaux, d'argile et de petites pierres. Les chambres du rez-de-chaussée sont également dotées d'une plate-forme d'environ 20cm de haut pour les protéger contre les remontées d'humidité.
Sur le mur extérieur, à l'arrière, on trouve généralement de petites ouvertures d'éclairage ou de ventilation, qui peuvent également servir d'embrasures en cas d'attaque.
Les chambres de stockage étaient autrefois fermées par des portes en bois sculpté ou peint, sécurisées par des serrures compliquées en bois ou en métal. Toutes ces pièces ont cependant disparu, et certaines ont fini chez des antiquaires ou dans des musées, ou bien encore - après l'abandon définitif de l'Agadir au milieu du XXe siècle - ont été brûlées par leurs propriétaires.

## Galerie

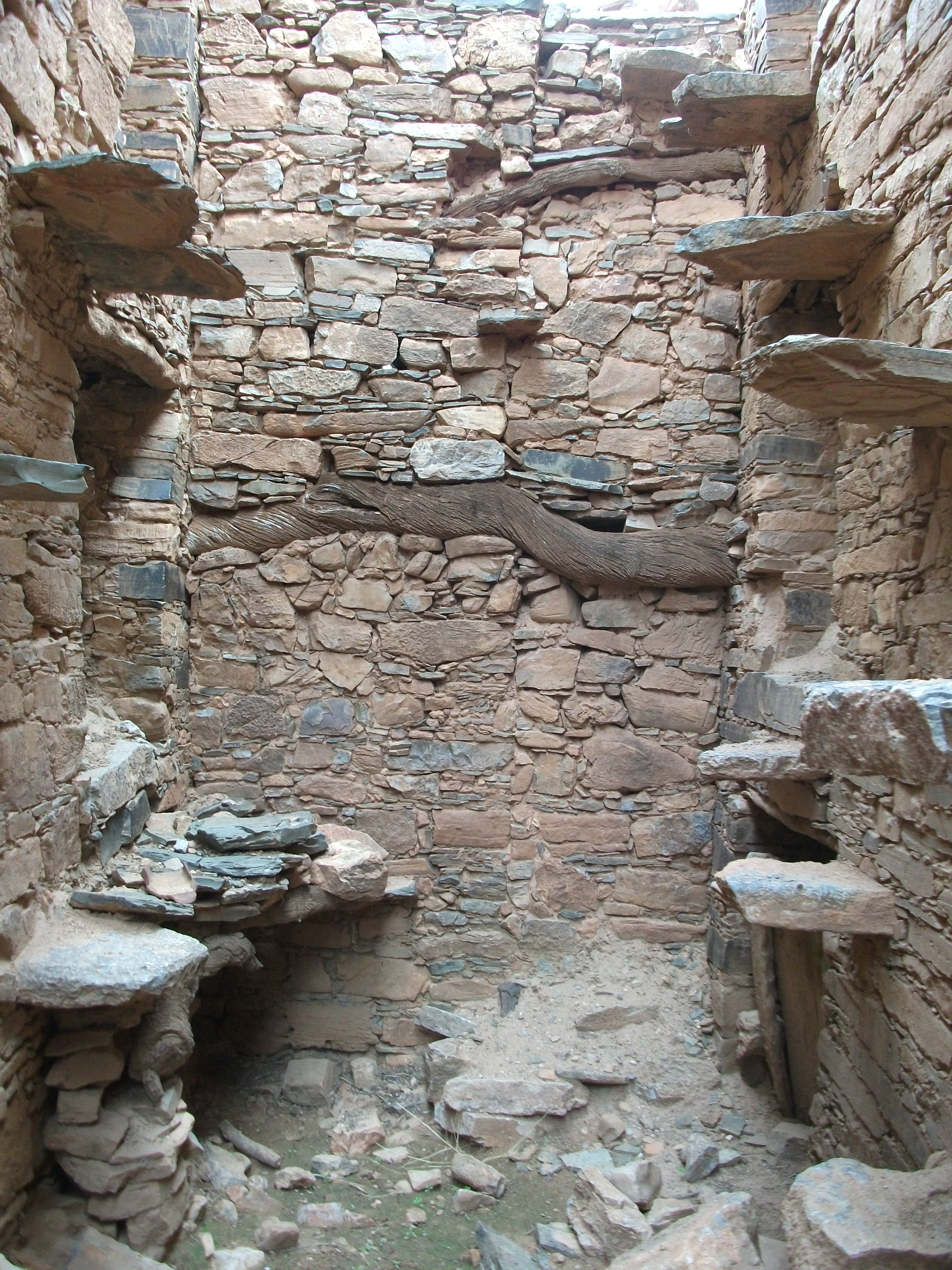
Chambres de stockage (2018)
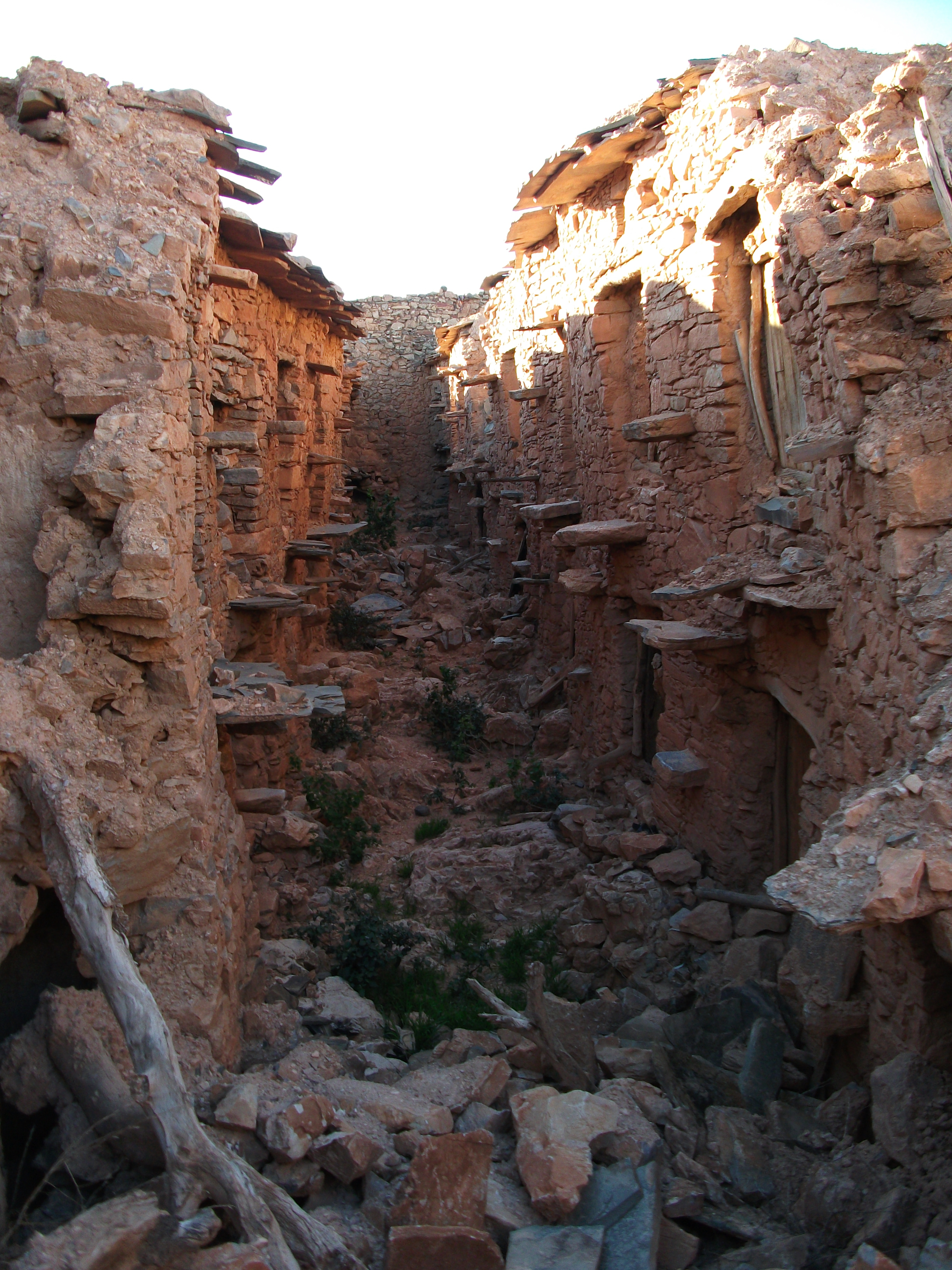
(2011)
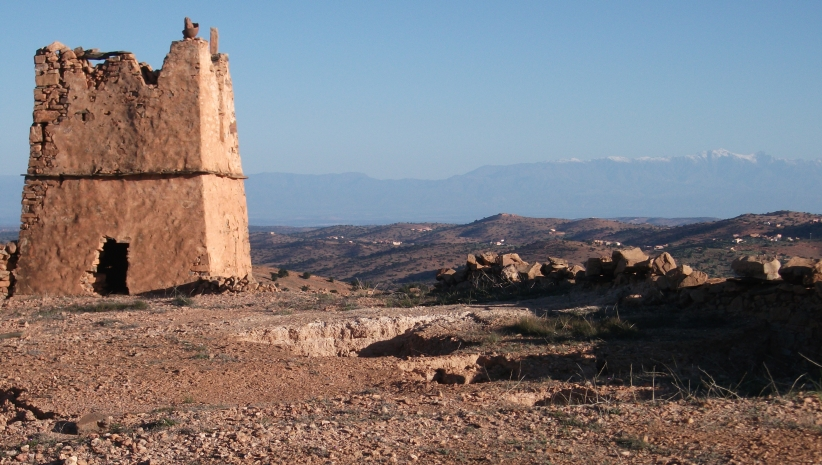
Vue du terrain environant (2011)